# The 'Mercury' Demos
The 'Mercury' Demos is een compilatiealbum van de Britse muzikant David Bowie, uitgebracht op 28 juni 2019. Het album bevat mono-opnames van demo’s van tien nummers die Bowie en zijn vriend John Hutchinson in het voorjaar van 1969 werden opgenomen. Op 15 november 1969 werden alle nummers opnieuw uitgebracht op de boxset Conversation Piece.

## Achtergrond
The 'Mercury' Demos werd, net als de voorgangers Spying Through a Keyhole en Clareville Grove Demos, uitgebracht ter gelegenheid van de vijftigste verjaardag van Bowie's tweede album David Bowie uit 1969. De demo van Space Oddity was in 1989 al uitgebracht als de eerste track op de boxset Sound + Vision.
Op de albumhoes, waar een handgeschreven tracklijst op te zien is, staan een aantal nummers anders gespeld. Track 2 wordt geschreven als "Jenine", track 3 staat geschreven als "Occasional Dream", track 4 werd "Conversational Piece" en track 6 kwam als "I'm Not Quite" op de hoes te staan. Het nummer "Love Song" werd in 1970 opgenomen door Elton John voor zijn album Tumbleweed Connection.

## Nummers
- Alle nummers geschreven door Bowie, met uitzondering van "Love Song", geschreven door Lesley Duncan, en "Life Is a Circus", geschreven door Roger Bunn. "Janine" bevat een melodie uit "Hey Jude" van The Beatles, waardoor John Lennon en Paul McCartney zijn opgeschreven als co-auteurs.

1. "Space Oddity" - 5:29
2. "Janine" - 3:54
3. "An Occasional Dream" - 3:19
4. "Conversation Piece" - 3:31
5. "Ching-a-Ling" - 3:37
6. "I'm Not Quite" - 4:01
7. "Lover to the Dawn" - 5:02
8. "Love Song" - 4:09
9. "When I'm Five" - 3:20
10. "Life Is a Circus" - 5:28